# Луговица
Луговица — река в России, протекает в Белохолуницком районе Кировской области. Устье реки находится в 104 км по левому берегу реки Белая Холуница. Длина реки составляет 13 км.
Река берёт начало в заболоченном лесу в 20 км к юго-востоку от города Белая Холуница. Течёт на северо-восток по ненаселённому, заболоченному лесному массиву. Впадает в Белую Холуницу в 5 км юго-восточнее посёлка Климковка.

## Данные водного реестра
По данным государственного водного реестра России относится к Камскому бассейновому округу, водохозяйственный участок реки — Вятка от истока до города Киров, без реки Чепца, речной подбассейн реки — Вятка. Речной бассейн реки — Кама.
Код объекта в государственном водном реестре — 10010300212111100032133.